# Sobotín
Sobotín (en allemand : Zöptau) est une commune du district de Šumperk, dans la région d'Olomouc, en République tchèque. Sa population s'élevait à 1 153 habitants en 2023.

## Géographie
Sobotín se trouve à 10 km au nord-est de Šumperk et à 190 km à l'est de Prague.
La commune est limitée par Velké Losiny et Vernířovice au nord, par Stará Ves à l'est, par Oskava, Hraběšice et Vikýřovice au sud, et par Rapotín à l'ouest.

## Histoire
La première mention écrite de la localité date de 1351. Au XIXe siècle, les frères Klein construisirent une aciérie à Sobotín, où étaient fabriqués des éléments de ponts métalliques et des rails de chemin de fer. De 1980 à 2009, la commune de Sobotín comprenait Petrov nad Desnou. Depuis le 1er janvier 2010, Petrov nad Desnou constitue à nouveau une commune séparée.

## Patrimoine

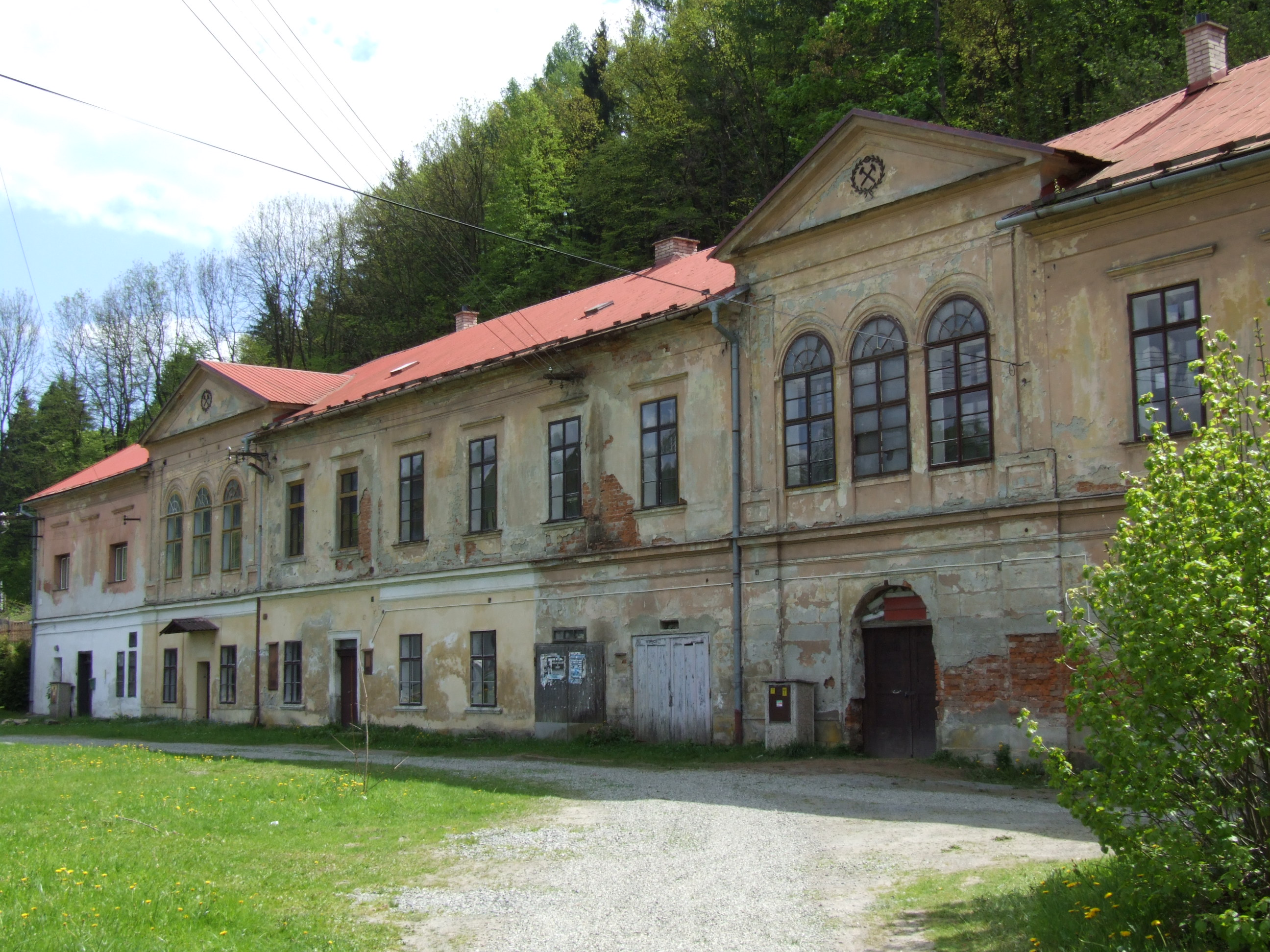
Ancienne aciérie Klein.
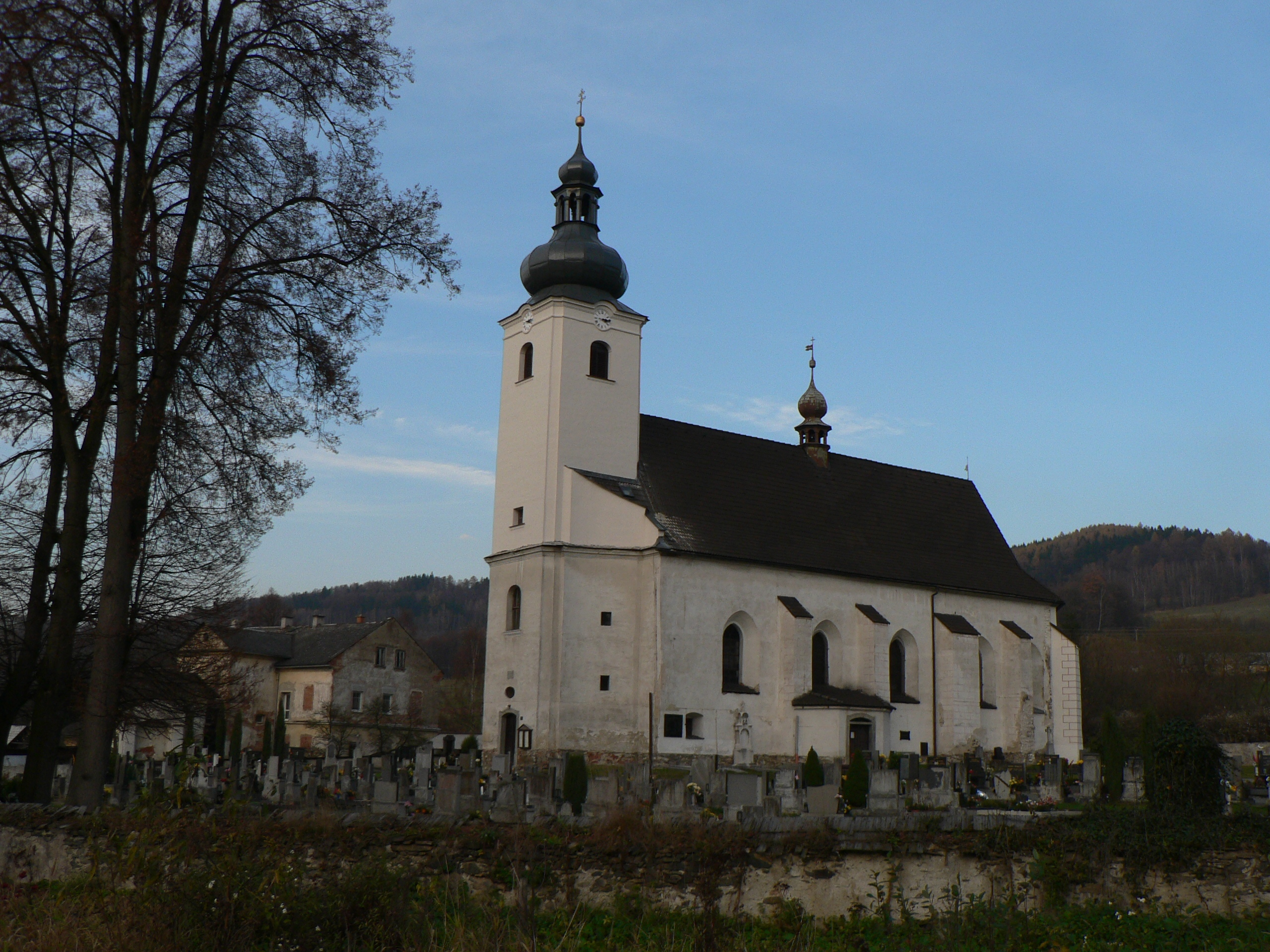
Église Saint-Laurent.

## Administration
La commune se compose de trois sections :
- Sobotín
- Klepáčov
- Rudoltice

## Transports
Par la route, Sobotín se trouve à 13 km de Šumperk, à 64 km d'Olomouc et à 248 km de Prague.